# Баранаково
Барана́ково — исчезнувшая деревня в Колпашевском районе Томской области. На момент упразднения входила в состав Тискинского сельсовета. Упразднена в 1988 году.

## География
Деревня располагалась на левом берегу протоки Ягодная в месте её впадения в реку Обь, на 1228 км левого берега Оби, в 11 км (по прямой) к юго-востоку от деревни Тискино, бывшая пристань на реке Обь. На картах XX в. отмечается Баранаковский яр.

## Название
Юрты Барана́ӄ/Парана́ӄ — «устье верха» (южносельк.: пар «верх, поверхность, водораздел»). Другое название: Тюрбаре́т — «На песчаном яру поселение» (тюрба́р «песчаный яр, отмель, прибрежная коса»).
На Оби в районе между устьями Чаи и Чулыма было широко в ходу словосочетание тюрба́р, где тюр — «песчаный яр, коса, отмель»: Тюрбаре́т (тюрба́р-йэд) — «Поселение на песчаной отмели».

## История
Деревня — исторический населённый пункт южных селькупов (группа сюссюкум/сюссыкум). Одно из крупнейших южноселькупских поселений. Самое крупное селькупское поселение от тогурского устья Кети до верхнего устья Чаи.
В южноселькупском ареале выделяются отдельные поселения и сгустки поселений, где в разные годы происходила концентрация селькупского населения (особенно значительная в середине XIX в.), между устьями Чаи и Чулыма это юрты Баранаковы-Тайзаковы-Сондровы-Сунгуровы. До 1930-х гг., то есть до массовой ссылки в Нарымский край и массовых русско-селькупских брачных предпочтений, выделенные посёлки-юрты реально были местом концентрации селькупской этничности, куда стремились вернуться после многолетних миграционных передвижений по просторам Нарымского края те, кто в них родился.
Фамилии жителей посёлка в начале XX в. — остяки Уразовы и Тайгуловы, также здесь упоминаются Аландины, Па́льджигины, Жидкины и живущие среди остяков крестьяне Лебедевы и Козьмины. В 1897 г.: 22 хозяйства: 93 селькупа и 21 русских жителей. В 1911 г.: 27 хозяйств — 108 селькупов и 38 русских.
Рыболовная яма на Оби у юрт Баранаковых славилась особо богатыми уловами.
Деревня была основана в 1826 г. В 1928 году деревня Баранакова состояла из 62 хозяйств. В административном отношении являлась центром Баранаковского сельсовета Колпашевского района Томского округа Сибирского края.
В 1960-е годы деревня попала в разряд неперспективных и по планам должна была быть сселена к 1975 году.
Решением №100 Томского облисполкома от 23 мая 1988 г. деревня Баранаково исключена из учётных данных.

## В селькупской мифологии
Река, как известно, постоянно находится в работе, в движении. Своим течением она непрерывно разрушает берега-яры в одних местах и отлагает пески-плёса в других. Широко бытовало представление у различных народов Северной Азии о существовании огромного мифического животного, олицетворяющего собой некую разрушительную силу. Оно огромно и живёт под водой-землёй.
Селькупы, говорящие на шёшкупском и чумэлкупских диалектах, называют этого зверя кожа́р, на сюссюкумских и тюйкумских — коза́р. Как правило, представляли его в виде сильного вала на реке или огромного зверя су́ри-коза́р, обитающего где-то на дне реки, или рыбы (рыбы-щуки) — кво́ли-коза́р, обитающей в глубоких омутах. Например, один сурикозар обитал в глубоком месте на Оби близ юрт Пундогиных, постоянно рыл там берег, и «уже четыре раза вынуждал жителей юрт переселяться дальше от берега», а другой сурикозар обитал немного выше юрт Баранаковых, и его часто «перед восходом солнца видят рыбаки, всплывающего на поверхность Оби и показывающего свою спину».
Именно этому зверю приписывали способность обваливать речные яры, так как считали, что он пожирает землю, подкапывает её, роет проходы на реке, переворачивает рыбаков в лодках.
Кроме того, редкие каменистые образования на юге Нарымского края считали окаменевшими остатками тел этих существ: «по преданиям здешних инородцев и сурикозар, и кволикозар имеют перед другими животными ту особенность, что через несколько времени после их смерти мясо их каменеет, т.е. становится окаменелым, что на языке здешних инородцев называется пюэле кандезимба („замёрз в камень“)».

## Население
| 1920 | 1926 | 1939 | 1952 | 1959 | 1970 | 1977 |
| ---- | ---- | ---- | ---- | ---- | ---- | ---- |
| 204  | ↗237 | ↗267 | ↘110 | ↗147 | ↘73  | ↘21  |
| 1979 |      |      |      |      |      |      |
| ↘17  |      |      |      |      |      |      |

В 1926 году основным населением деревни были русские. Население юрт Баранаковых (селькупы группы сюссыкум) состояли в родственных отношениях с жителями близлежащих шёшкупских посёлков.